# Durán de Huesca
Durán o Durand de Huesca (Huesca, c. 1160-Languedoc, 1224) fue un clérigo oscence.

## Biografía
Nació en Huesca hacia 1160. Se le considera más que probable autor del Liber Antiheresis, un tratado sobre la herejía fechado hacia las últimas décadas del siglo XII. De filiación valdense, se trasladó a Occitania, donde participó en un conjunto de debates entre católicos y herejes celebrado en Pamiers en 1207; posteriormente se reconcilió con la iglesia católica y fundó los llamados Pobres Católicos, una comunidad religiosa con inspiración valdense, aprobada por el pontífice Inocencio III hacia 1208. Fue autor de otro tratado en la parte final de su vida, el Liber contra Manicheos, y falleció en Languedoc en 1224.